# Jesús Alberto Rubio
Pour les articles homonymes, voir Rubio.
Rubio  Arribas est un nom espagnol. Le premier nom de famille, en général paternel, est Rubio ; le second, en général maternel, souvent omis, est Arribas.
Jesús Alberto Rubio Arribas (né le 25 janvier 1992 à Tomelloso) est un coureur cycliste espagnol.

## Biographie
En 2010, Jesús Alberto Rubio se classe deuxième du championnat d'Espagne sur route juniors (moins de 19 ans). 
En 2012, il termine quatrième de la course en ligne et du contre-la-montre aux championnats d'Espagne espoirs (moins de 23 ans). À partir du mois d'aout, il devient stagiaire au sein de l'équipe professionnelle Andalucía. La formation andalousienne disparaît cependant à l'issue de cette saison. Rubio intègre alors la réserve de Caja Rural-Seguros RGA en 2013. Il est de nouveau stagiaire professionnel en 2014. 
En 2015, il se distingue en devenant champion d'Espagne du contre-la-montre chez les amateurs. Il n'est toutefois pas recruté par l'équipe professionnelle de Caja Rural-Seguros RGA. Jesús Alberto Rubio décide donc de rejoindre la formation émiratie Al Nasr Dubaï en 2016. Il commence brillamment sa saison en février en terminant douzième du Dubaï Tour, au milieu de plusieurs équipes du World Tour. Le mois suivant, il contribue à la domination collective de sa formation sur le Grand Tour d'Algérie, qui s'impose sur la plupart des épreuves. On le voit notamment s'imposer au Circuit international d'Alger ou encore sur une étape du Tour international de Constantine, qu'il termine à la deuxième place. Il est également deuxième du Critérium international de Blida.
Après être retourné un temps chez les amateurs, il trouve finalement refuge au sein de la formation Inteja-Dominican en avril 2017.

## Palmarès et résultats

### Palmarès par année
- 2008
  - 2e du championnat d'Espagne de course aux points cadets
- 2010
  - 2e du championnat d'Espagne sur route juniors
  - 3e de la Gipuzkoa Klasika
  - 3e du Tour de Pampelune
  - 3e du championnat d'Espagne de course aux points juniors
- 2012
  - 3e du championnat d'Andalousie sur route espoirs
- 2013
  - Trofeo San Saturio
  - 3e du San Gregorio Saria
  - 3e de l'Oñati Proba
- 2014
  - 1re étape du Tour de León
- 2015
  -  Champion d'Espagne du contre-la-montre amateurs
  - Mémorial Manuel Sanroma
- 2016
  - Circuit international d'Alger
  - 2e étape du Tour international de Constantine
  - 2e du Tour international de Constantine
  - 2e du Critérium international de Blida

### Classements mondiaux
| Année           | 2016 |
| --------------- | ---- |
| UCI Asia Tour   | 255e |
| UCI Africa Tour | 22e  |